# Hestfjall (berg i Island, Norðurland eystra, lat 66,15, long -18,80)
Hestfjall är ett berg i republiken Island. Det ligger i regionen Norðurland eystra, 260 km nordost om huvudstaden Reykjavík. 
Runt Hestfjall är det mycket glesbefolkat, med 4 invånare per kvadratkilometer. Närmaste större samhälle är Siglufjörður, nära Hestfjall. Trakten runt Hestfjall består i huvudsak av gräsmarker.